# Хитрово, Николай Михайлович (генерал-лейтенант)
Николай Михайлович Хитрово (1810—1879) — генерал-лейтенант Русской императорской армии.

## Биография
Николай Хитрово родился в 1810 или 1814; из дворян. Начав службу в лейб-гвардии Волынском полку, он в чине подпрапорщика был участником военных действий в польской кампании и 13 февраля 1831 года находился под Прагой, в генеральном сражении на Гроховских полях, 14 мая в битве при Остроленке, 7 июня в сражении при Вильне и 25 и 26 августа участвовал в штурме передовых укреплений Варшавы.

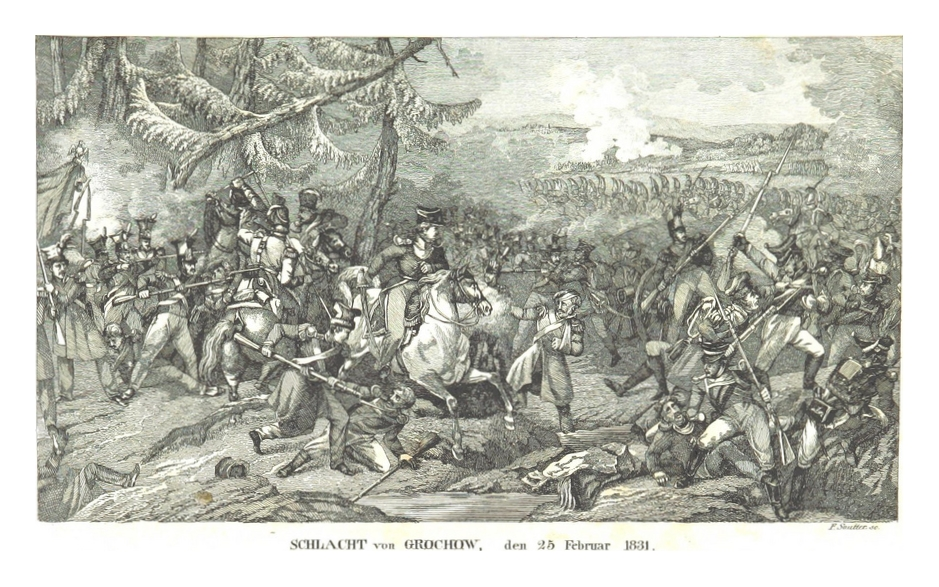
Сражение при Грохове

20 февраля 1832 года Н. М. Хитрово был произведён в прапорщики, 2 апреля 1833 — в подпоручики, 28 января 1835 — в поручики, 26 марта 1839 — в штабс-капитаны, и 10 октября 1843 — в капитаны. 26 февраля 1847 капитан лейб-гвардии Волынского полка Хитрово был уволен в бессрочный отпуск с зачислением в запасный гвардейский № 1-го батальон, по Олонецкой губернии, и с переводом в лейб-гвардии Преображенский полк. 22 декабря 1847 года зачислен из бессрочного отпуска на службу, с переводом в лейб-гвардии Егерский полк.
11 апреля 1848 года Хитрово произведён в полковники, со старшинством с 14 февраля, и с переводом в лейб-гвардии Семёновский полк, в рядах которого принял участие в походе в Венгрию в 1849 году. В 1850 году назначен командиром батальона, а 30 августа 1854 года — командующим лейб-гвардии Семёновским резервным полком, сформированным на военное время из 4-го, 5-го (резервного) и 6-го (запасного) батальонов лейб-гвардии Семёновского полка.
26 августа 1856 года Н. Хитрово за отличие был произведён в генерал-майоры, с назначением состоять при Гвардейском пехотном корпусе, в 1857 году определён на ту же должность при Гренадерском корпусе, а в 1860 году назначен помощником начальника 2-й гренадерской дивизии. 15 августа 1863 года он определён командующим недавно созданной 33-й пехотной дивизией, 30 августа того же года произведён в генерал-лейтенанты, с утверждением в должности начальника дивизии.
В 1868 году Хитрово был уволен в 11-месячный отпуск, с зачислением по армейской пехоте, по истечении которого, 24 ноября 1869 года, был назначен состоять при войсках гвардии и Петербургского военного округа.
Генерал-лейтенант Николай Михайлович Хитрово скончался 6 ноября 1879 года. 
Был женат дважды.
Первым браком на Марии Николаевне Лукаш (12.05.1820(22)—16.07.1849), дочери генерала Н. Е. Лукаша. Умерла молодой от воспаления легких. Их сын Михаил (р. 24.04.1849) умер в младенчестве.
Вторым браком на Елизавете Викторовне, рождённой баронессе фон Клебек (30.10.1851—9.10.1882, с. Муратово, Болховского у.), дочери статского советника, барона Виктора Гедеоновича фон Клебека, чиновника М-ва юстиции. Их дочь — Мария (р. 14.12.1880).

## Награды
За время службы генерал-лейтенант Хитрово был отмечен наградами:
- знак отличия за военное достоинство 5-й степени (1831)
- орден Святого Станислава 3-й степени (6 декабря 1842)
- знак отличия беспорочной службы за XV лет (1849)
- орден Святой Анны 3-й степени (6 декабря 1851)
- орден Святой Анны 2-й степени (1853)
- знак отличия беспорочной службы за XХ лет (1854)
- орден Святого Владимира 4-й степени (1856)
- орден Святого Владимира 3-й степени (1858)
- орден Святого Станислава 1-й степени (1861)
- орден Святой Анны 1-й степени (1866)
- потомственный орден Святого Иоанна Иерусалимского (1874)